# 向以丞
向以丞（1986年8月23日—），台灣女演員。原名萬瑋喬 ，2013年改為現名。美國加州大學河濱分校畢業，是藝人安以軒的表妹。2011年出道，出道作品為《智勝鮮師》2015年出演爱奇艺出品的网络剧《校花的贴身高手》              。
向以丞在2017年7月7日與Charles結婚。

## 入行經過
某日安以轩带著向以丞（萬瑋喬）試鏡，隨後被其經紀人兼著名製作人柯宜勤相中，並當場詢問她是否有演出的意願，雖然那時她當場婉拒，但後來便致電表姐，說明事實上她想演出。最後就在表姐說明入行後可能會發生的風險，確定這是她真正想走的路後正式進入演藝圈。

## 作品
電視劇
- 2012年 八大電視《智勝鮮師》飾 徐紫庭（小草）
- 2012年 三立電視《我租了一個情人》飾 方詠心
- 2014年 八大電視《上流俗女》飾 方芳芳
- 2015年 中国《金釵諜影》飾 棒槌
- 2015年 中国《班淑传奇》飾 云袖公主
- 2017年 中国《百戰天狼》飾 樂陶陶
- 2021年 中国《啼笑书香》 (2014年拍攝) 飾 趙姬
- 待播中 中国《海上丝路》飾 黎鳳

網絡劇
- 2015年 中国《校花的貼身高手第一季》飾 陳雨舒
- 2015年 中国《神探聯盟第二季》飾 公孫薇

微電影
- 2012年百樂-寫下你的快樂（微電影友情篇）

主持
- 2012年《美眉向前行》 外景主持

音樂作品
- 《戀愛考場》（電視劇《智勝鮮師》主題曲，與李宗霖、劉以豪、陳子胤、 許皓翔、林舒語、陳語安、邵雨薇合唱）
- 《甜甜》（電視劇《智勝鮮師》片尾曲，與林舒語、 邵雨薇合唱）
- 《一點點》（電視劇《璀璨人生》插曲，與 林舒語、邵雨薇合唱）

## 綜藝節目
- 2012
  - 0614《SS小燕之夜》 麻辣學生們交班！
  - 0626《娛樂百分百》 百分百遊戲王
  - 0630《你猜你猜你猜猜猜》
  - 0707《娛樂百分百》  夏日限定水上大對抗
  - 0714《綜藝大本營》
- 2014年
  - 0905《娛樂百分百》《上流俗女》影友會

## 資料來源
1. 1 2  吳玫穎. . ETtoday東森新聞雲. 2012年7月27日  [2013年12月16日]. （原始内容存档于2015年9月24日） （中文（臺灣））.
2. 1 2  . 台灣蘋果日報. 2013年11月12日  [2013年12月16日]. （原始内容存档于2016年8月30日） （中文（臺灣））.
3. ↑  . 台灣蘋果日報. 2012年10月5日  [2013年12月16日]. （原始内容存档于2014年10月12日） （中文（臺灣））.

## 外部連結
- 向以丞的Facebook專頁
- 向以丞的新浪微博